# Асвіо Банк
АТ АСВІО БАНК (Asvio Bank) — український комерційний банк з приватним капіталом, заснований одним з перших в країні у 1991 році. Центральний офіс розташований в місті Києві, 45 відділень банку працюють у 15 областях України. 
АТ «АСВІО БАНК» працює у форматі «банк-бутик», фокусуючись на індивідуальній роботі з клієнтами.

## Послуги та продукти банку

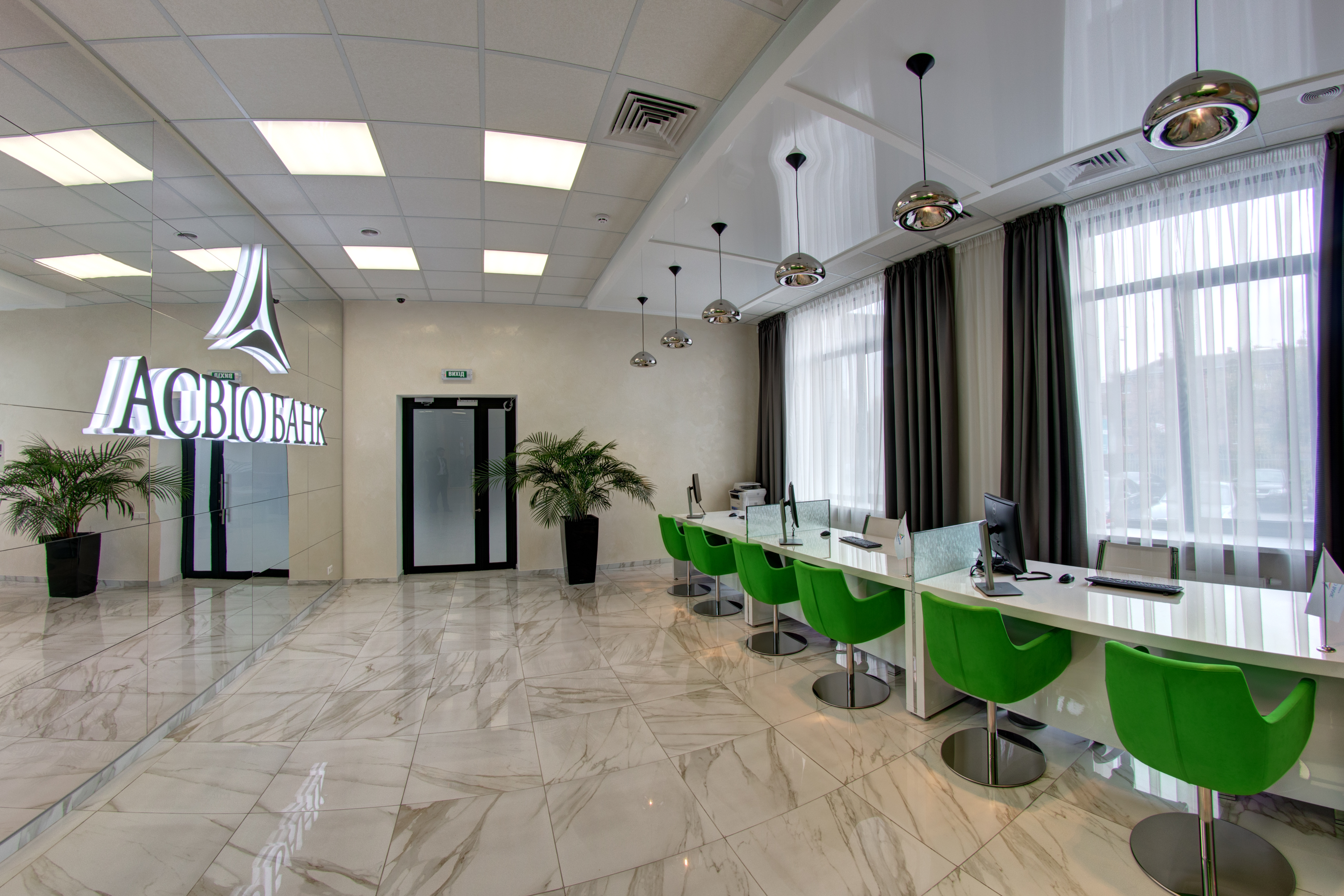
Відділення Банку на бул. Миколи Міхновського, 19

Банк надає повний спектр банківських продуктів і послуг для юридичних осіб, індивідуальних підприємців та приватних клієнтів. Зокрема, банк пропонує послуги персональних приватбанкірів, розрахунково-касове обслуговування, гнучкі депозитні та кредитні програми, валютно-обмінні операції, різні карткові продукти. На сайті банку доступні популярні електронні послуги — переказ коштів онлайн з картки на картку, оплата рахунку за реквізитами, миттєве поповнення мобільного телефону.
Бізнес модель своєї роботи банк визначає, як B2b&c — «це принцип відносин з клієнтами, побудований на розумінні, що за бізнесом будь-якого розміру і виду стоять реальні живі люди і саме з ними банк будує глибокі партнерські відносини, прагнучи стати невід'ємною частиною життя своїх клієнтів, надійним фінансовим радником і опорою на всіх етапах їхнього життя».
Серед ексклюзивних пропозицій банку — індивідуальні банківські сейфи з режимом роботи 7 днів на тиждень. Крім того, АТ «АСВІО БАНК» пропонує своїм клієнтам депозитарні послуги та операції з торгівлі цінними паперами (брокерська діяльність). У відділеннях банку на бульварі М. Міхновського, 19, та на вул. Січових Стрільців 23-А доступні також конференц-зали для ділових зустрічей.

## Історія
4 листопада 2022 року Національним рейтинговим агентством «Рюрік» було підвищено кредитний рейтинг АТ «АСВІО БАНК» до рівня uaААA з прогнозом «у розвитку».
2024 року голова правління банку Євген Шуліка встановив національний рекорд як наймолодший голова правління банківської установи в Україні.

## Штрафи
У листопаді 2024 року Національний банк України (НБУ) оштрафував АТ «АСВІО БАНК» на близько 2,45 млн грн за неналежне дотримання ризик-орієнтованого підходу у своїй діяльності та неналежне виконання банком обов'язку щодо здійснення належної перевірки клієнта.

## Нагороди та кредитний рейтинг
- 10 листопада 2021 року АТ «АСВІО БАНК» визнано переможцем у номінації «Найкращий сервіс з оренди Банківських Індивідуальних Сейфів» за версією Міжнародного Фінансового Клубу «БАНКИРЪ».
- У січні 2021 року Банку був підтверджений рейтинг uaAA+ з прогнозом «стабільний»[9].
- 16 лютого 2022 року в рамках VIII LEGAL BANKING FORUM, АТ «АСВІО БАНК» отримав нагороду в номінації «Корпоративний банк» (абсолютний приріст кредитного портфеля юридичних осіб за 2021 рік).
- У квітні 2024 році банк став переможцем нагороди Асоціації Українських Банків в номінації «Розвиток банківської мережі»[10].

## Керівництво

### Наглядова рада
Наглядова рада АТ «АСВІО БАНК» (станом на 2024 рік):
- Ярошенко Роман Валерійович — Голова Наглядової ради (акціонер)
- Супруненко Вячеслав Іванович — член Наглядової ради (основний акціонер)
- Заєць Андрій Григорович — член Наглядової ради (акціонер)
- Змаженко Марина Сергіївна — член Наглядової ради (незалежний член)
- Метньова Анастасія Валеріївна — член Наглядової ради (незалежний член)
- Новіков Владислав Олександрович — член Наглядової ради (незалежний член)

### Правління
Склад Правління АТ «АСВІО БАНК» (станом на 2024 рік):
- Шуліка Євген  — Голова Правління
- Мартинович Віталій — Заступник Голови правління, член Правління
- Овсянников Дмитро  — Заступник Голови правління, член Правління
- Атамась Світлана — член Правління
- Задніпровська Оксана — член Правління
- Салоїда Олексій — член Правління
- Гришко Сергій — член Правління
- Розін Сергій — член Правління
- Бондаренко Дмитро — член Правління